# 1992年臺灣
|        | 臺灣歷史 \| 台灣歷史年表 |
| 世纪： | 19世纪臺灣 \| 20世纪臺灣 \| 21世纪臺灣 |
| 年代： | 1960年代臺灣 \| 1970年代臺灣 \| 1980年代臺灣 \| 1990年代臺灣 \| 2000年代臺灣 \| 2010年代臺灣 \| 2020年代臺灣                                           |
| 年份： | 1987年臺灣 \| 1988年臺灣 \| 1989年臺灣 \| 1990年臺灣 \| 1991年臺灣 \| 1992年臺灣 \| 1993年臺灣 \| 1994年臺灣 \| 1995年臺灣 \| 1996年臺灣 \| 1997年臺灣 |
| 纪年： | 壬申年（猴年）、中華民國81年 |

## 政府

### 國家正副元首

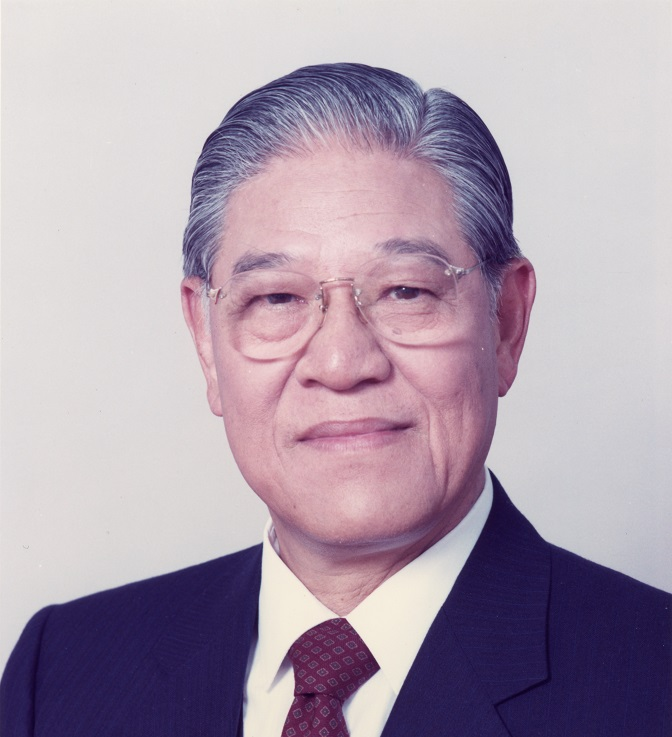
總統：李登輝
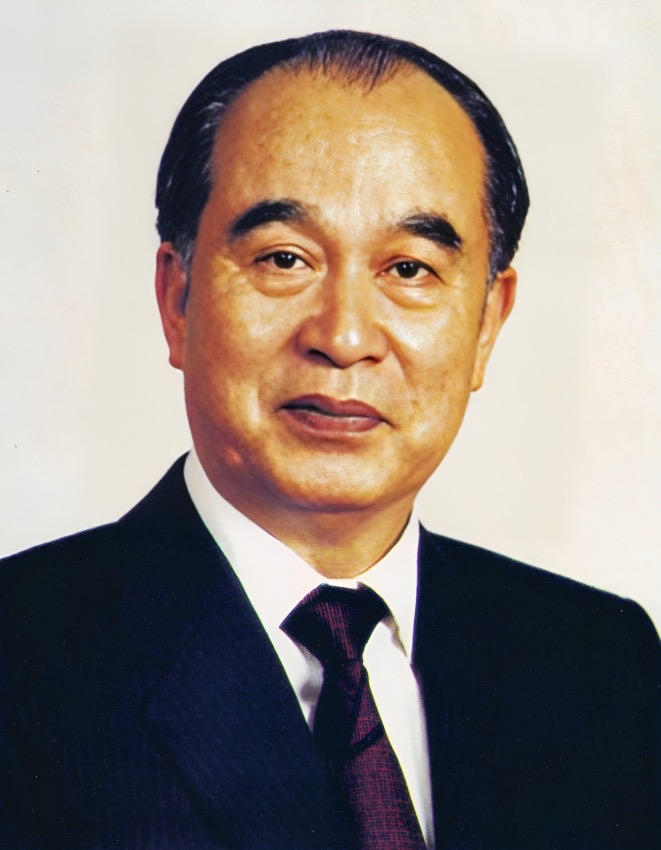
副總統：李元簇

### 五院首長

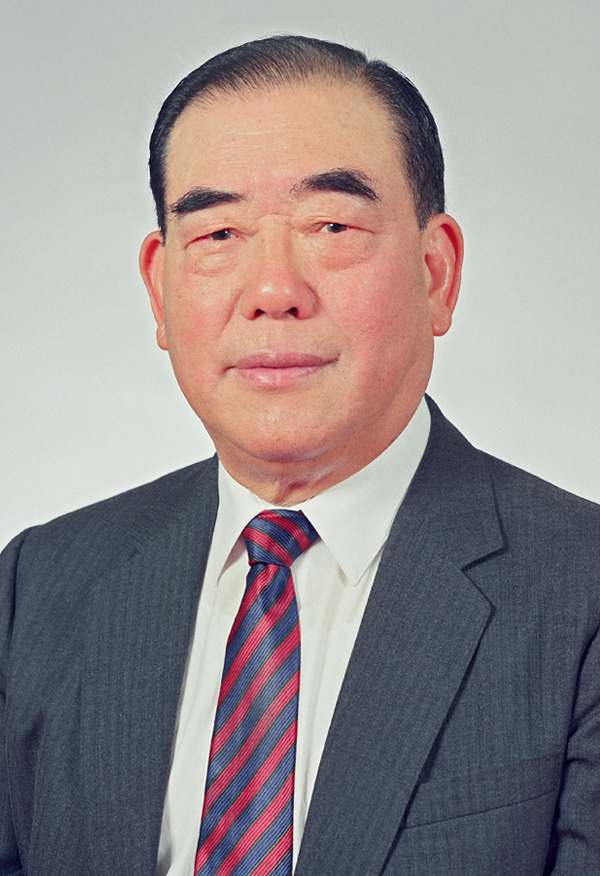
行政院院長：郝柏村
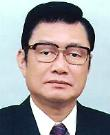
立法院院長：劉松藩
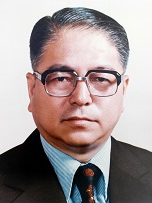
司法院院長：林洋港
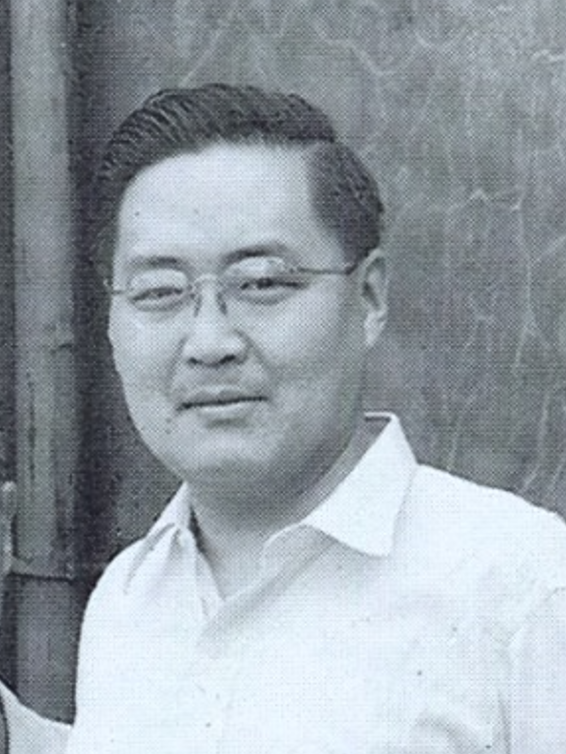
考試院院長：孔德成
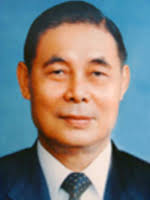
監察院院長：黃尊秋

### 省政府主席

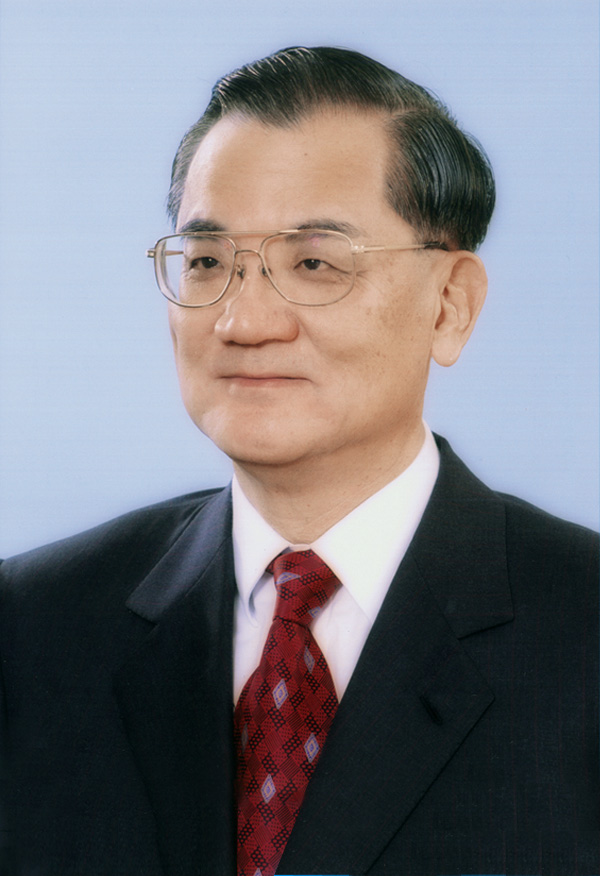
臺灣省政府主席：連戰
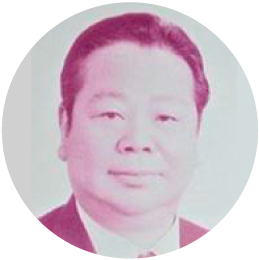
福建省政府主席：吳金贊

### 成員變動

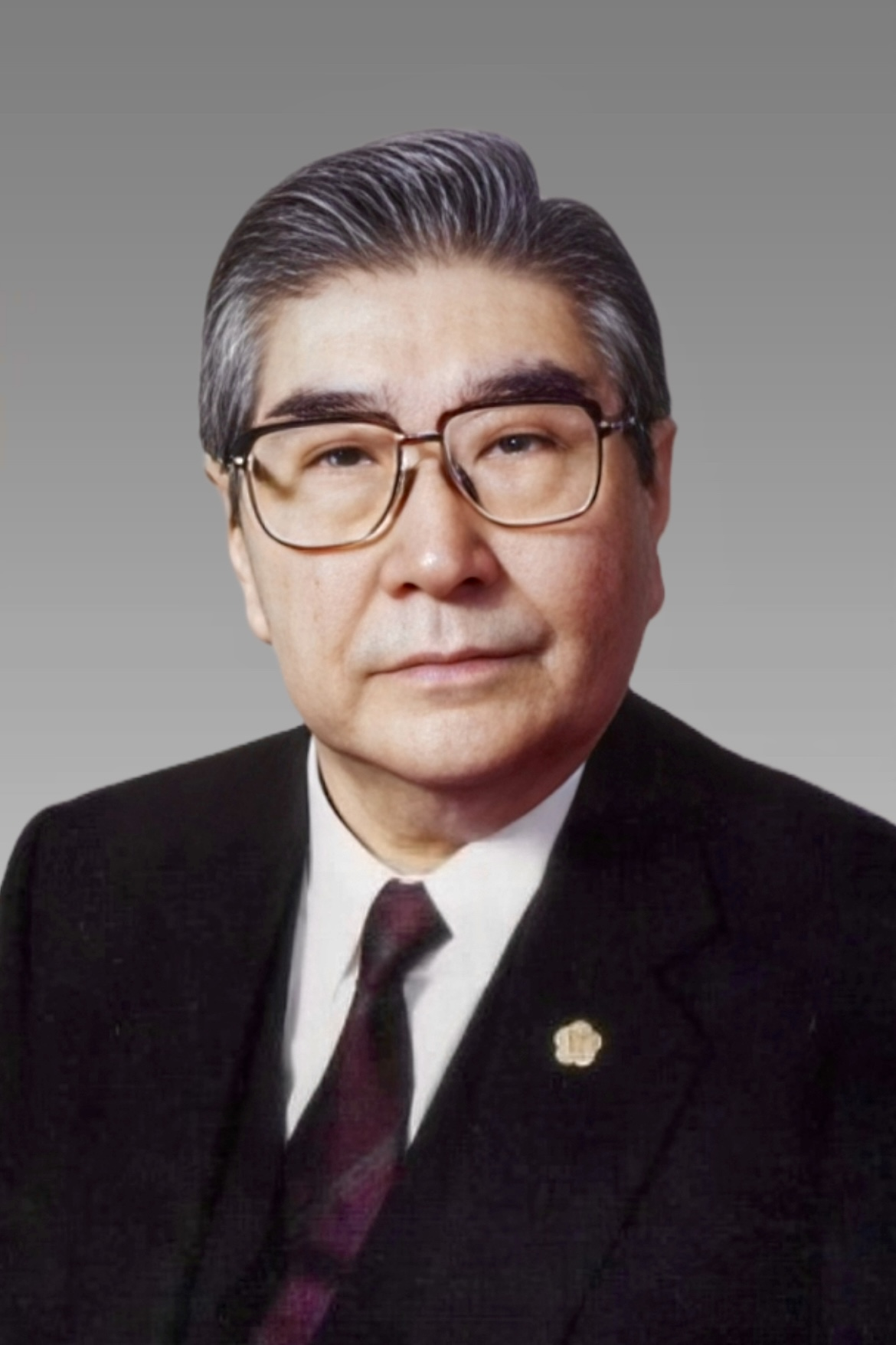
立法院院長：梁肅戎（任期屆滿）

## 大事記

### 1-3月
- 1月12日——自1980年開始興建的南迴鐵路開始試營運[1][2]。
- 1月30日——中華民國行政院長郝柏村表示將抑制金融遊戲死灰復燃，台灣股市自5459點高峰一 路下滑13個月，跌至1993年1月8日低點3098點，下跌43.25％
- 2月25日——台新國際商業銀行成立。

### 4-6月
- 4月19日——主張【總統直選】大遊行。
- 4月28日——在位於臺北市民生東路三段135號1樓的麥當勞台北民生店發生麥當勞爆炸案。
- 5月15日——桃園縣平鎮市發生健康幼稚園火燒車事件。
- 6月9日——安平五洋行之一的怡記洋行遭到拆除[3]。

### 7-9月
- 8月1日——國防部發布命令將臺灣警備總司令部改制為海岸巡防司令部。
- 8月5日——隨著《銀圓及銀圓兌換券發行辦法》被廢除，早已退出流通多年的銀圓券在法理上亦正式失效。
- 8月13日——台灣調整每月最低基本工資，此次調幅高達12%，從新台幣11040元調整至12365元，折算日薪為412元。
- 8月22日——中華民國与大韩民国歷經42年歲月的外交關係宣布終止，之后大韩民国与中华人民共和国建交。
- 8月24日——位於台北的韓國大使館降旗、閉館，末任大使朴魯榮隨即返韓[4]。

### 10-12月
- 10月5日——南迴鐵路正式營運[2]。
- 10月26日-10月30日——兩岸兩會香港會談。
- 11月1日——《台灣人民自救宣言》事件主角彭明敏結束二十三年流亡，自中正機場返回臺灣。獲得近二千名群眾接機。[5]:343
- 11月7日——中華民國金門、馬祖地區解除臨時戒嚴與戰地政務，實施地方自治，至此台澎金馬歷時43年的戒嚴完全解除。
- 12月19日——中華民國舉辦第二屆立法委員選舉，完成國會全面改選，結束長期未改選的「萬年國會」狀況。
- 12月19日——第二屆立委選舉於花蓮縣爆發花蓮市長魏木村及其弟花蓮縣議員魏東河等集體做票事件，是中國國民黨候選人作票遭判刑入獄的歷史首例。

## 出生
参见： 1992年出生
- 1月3日——
  - 連晨翔：台灣男子團體SpeXial成員。
  - 儲榢逸：演員、特效化妝指導。
- 1月4日——林驛騰：棒球選手。
- 1月5日——馮健庭：棒球選手。
- 1月6日——
  - 孟若羽：AV女優、美睫師。
  - 邱金龍：籃球運動員。
- 1月7日——吳泓逸：YouTube網紅。
- 1月9日——虞承璇：新聞主播。
- 1月11日——李家慶：籃球教練。
- 1月13日——林昀佳：演員、模特兒。
- 1月14日——
  - 駱俊銓：籃球運動員。
  - 許絜瑜：網球選手。
- 1月15日——呂濟而：籃球運動員。
- 1月17日——方妍心：演員。
- 1月18日——安婕希：歌手、演員、模特兒，是Dears成員之一。
- 1月20日——簡偉儒：籃球運動員。
- 1月21日——謝雨芝：演員、主持人。
- 1月22日——楊植斗：政治人物。
- 1月23日——楊佩樺：政治人物。
- 1月24日——田方倫：幕僚，曾任李柏毅辦公室主任。
- 2月2日——郭俊麟：棒球選手。
- 2月6日——徐裕傑：演員。
- 2月12日——李宜柏：歌手。
- 2月13日——余純安：籃球運動員。
- 2月15日——
  - 馮于倫：導演、編劇、製作人。
  - 鄭怡靜：桌球選手。
- 2月16日——
  - 辜莞允：模特兒。
  - 米砂：YouTube網紅。
- 2月19日——蔡依臻：新聞主播。
- 2月21日——高以馨：歌手、演員。
- 2月22日——李齊：小提琴家。
- 2月23日——魏辰洋：跆拳道選手。
- 2月24日——賴東賢：演員、主持人。
- 3月2日——
  - 賴品妤：政治人物。
  - 黃士峰：田徑運動員。
- 3月3日——雷擎：歌手、鼓手、編曲家。
- 3月8日——黃亮祺：網球選手。
- 3月9日——簡廷芮：台灣女子團體Dears成員。
- 3月10日——王庭勻：演員。
- 3月11日——李函：模特兒。
- 3月15日——翁嘉鴻：籃球運動員。
- 3月17日——張子龍：歌手，是Future Idol副隊長。
- 3月23日——王律智：籃球運動員。
- 3月25日——許凱皓：歌手、舞者、演員。
- 3月26日——林紹謙：演員、導演、編劇。
- 3月30日——孫凡茵：YouTube網紅。
- 4月4日——
  - 高圓媛：演員、模特兒。
  - 楊怡真：排球運動員。
- 4月8日——李子森：歌手。
- 4月10日——吳佩芸：藥師、政治人物。
- 4月17日——
  - 呂晉宇：演員。
  - 陳冠齊：攝影助理。
- 4月22日——洪康喬：籃球運動員。
- 4月25日——
  - 廖宥鈞：演員。
  - 王維中：棒球選手。
- 4月27日——許菡芸：幕僚，曾任邱威傑辦公室主任。
- 4月29日——
  - 馮瀅穎：模特兒，因2019年一場車禍而爆紅。
  - 陳嘉伶：幕僚，曾任台灣基進黨主席特助。
- 4月30日——陳浩瑋：足球運動員。
- 5月8日——陳傑：田徑運動員。
- 5月11日——
  - 南苗：演員、模特兒。
  - 夏嘉翎：演員、模特兒，是夏嘉璐之妹。
- 5月12日——
  - TK：Twitch網紅、YouTube網紅。
  - 許少瑜：演員、主持人。
- 5月14日——林靖軒：田徑運動員。
- 5月15日——
  - 黃柏語：歌手、演員。
  - 歐耀宗：棒球選手。
- 5月17日——趙志翰：扯鈴運動員。
- 5月18日——鄔又曦：演員、護理師、通告藝人。
- 5月21日——
  - 閻成誠：演員。
  - 游宗儒：棒球選手。
- 5月22日——賴郁庭：演員、模特兒。
- 5月23日——
  - 江宜蓉：演員。
  - 宋亞倫：演員、模特兒。
- 5月25日——愛莉莎莎：YouTube網紅。
- 5月27日——
  - 黃宣：歌手、編曲家。
  - 金陽：舞者。
- 5月29日——施顏宗：籃球運動員。
- 6月1日——黃亦志：棒球選手。
- 6月3日——高敏敏：作家、主持人。
- 6月4日——李宇翔：政治人物。
- 6月6日——謝孟恭：股市分析師、YouTube網紅。
- 6月10日——黃瀞瑩：政治人物。
- 6月12日——
  - KIWI姐姐：主持人，是YOYO家族成員之一。
  - 陳兆豪：籃球運動員。
- 6月13日——房業涵：新聞主播。
- 6月16日——蛋捲：Twitch網紅。
- 6月17日——陳宇豪：演員。
- 6月20日——余宥樂：演員。
- 6月23日——林岱安：棒球捕手。
- 6月28日——張瑞麟：棒球選手。
- 6月29日——潘文傑：足球運動員。
- 7月2日——彭識穎：棒球選手。
- 7月3日——程雅晨：演員。
- 7月7日——林易瑩：政治人物。
- 7月10日——林郅為：籃球運動員。
- 7月12日——劉丁維：籃球運動員。
- 7月14日——蕭小M：YouTube網紅。
- 7月15日——周濃：模特兒。
- 7月16日——廖柏雅：歌手、廣播主持人。
- 7月18日——郭峻偉：棒球選手。
- 7月20日——小熊 Yuniko：Twitch網紅、YouTube網紅。
- 7月21日——
  - 吳尚樺：啦啦隊員，是Fubon Angels隊長。
  - 派翠克：主持人。
- 7月22日——許基宏：棒球選手。
- 7月23日——潘姿吟：籃球運動員。
- 7月25日——張洛偍：演員。
- 7月26日——葉芸希：演員。
- 7月29日——
  - 許安植：演員。
  - 鄭佳彥：棒球選手。
- 8月1日——徐丹丹：歌手。
- 8月3日——李戡：作家，是李敖長子。
- 8月6日——柴瑋：籃球運動員。
- 8月12日——陳語安：演員、模特兒。
- 8月15日——夏天珞：演員、模特兒。
- 8月17日——李科穎：街頭藝人。
- 8月18日——李綉琴：足球教練。
- 8月23日——HowZ：歌手。
- 8月24日——陳品延：演員。
- 8月29日——
  - 吳怡斌：籃球運動員。
  - 陳威全：足球運動員。
- 8月30日——張煜晟：魔術師。
- 8月31日——蔡天嘉：演員。
- 9月1日——包欣玄：足球運動員。
- 9月4日——特蕾沙：歌手、演員。
- 9月9日——黃亮鈞：諧星、演員、主持人、模仿藝人。
- 9月11日——李亦捷：演員。
- 9月12日——王沛語：演員、空服員。
- 9月13日——黃俊傑：畫家。
- 9月14日——焦凡凡：主持人、YouTube網紅。
- 9月16日——李杰：電競選手。
- 9月19日——
  - 柳樺：演員。
  - 章哲銘：演員。
- 9月22日——
  - 羅越：導演。
  - 羅凱：作詞人、編曲家、音樂製作人。
- 9月23日——
  - 陳振齊：電競選手。
  - 冼義哲：環保運動人士。
- 9月24日——吳心緹：演員、模特兒。
- 9月25日——陳衍瑞：棒球選手。
- 9月27日——王彙筑：歌手。
- 9月28日——陳庭揚：足球運動員。
- 9月29日——
  - 邱珮淇：演員、模特兒。
  - 林威志：棒球選手。
  - 陳聖崴：田徑運動員。
- 9月30日——
  - 蘇芷妤：超級星光大道參賽者。
  - 孫生：歌手、YouTube網紅。
- 10月3日——安啾咪：YouTube網紅。
- 10月5日——林真亦：演員、模特兒。
- 10月6日——陳宥辰：射箭選手。
- 10月8日——江穎麗：羽球選手。
- 10月11日——梁湘華：演員。
- 10月13日——呂冠霆：籃球運動員。
- 10月14日——林孟學：籃球運動員。
- 10月15日——阿神：YouTube網紅。
- 10月18日——宋青陽：競速滑冰選手。
- 10月21日——宋芸樺：演員。
- 10月22日——高佳群：歌手。
- 10月23日——
  - 温貞菱：演員、主持人。
  - 蕭順議：籃球運動員。
- 10月25日——吳佳穎：射擊選手。
- 10月27日——
  - 郭昊鈞：演員、模特兒。
  - 滴妹：YouTube網紅，是阿滴胞妹。
- 10月28日——羅國華：棒球選手。
- 10月30日——陳夢晨：歌手、演員。
- 11月2日——
  - 魏佑任：幕僚，曾任黃珊珊機要秘書、陳學聖競選總部發言人。
  - 李茂：足球運動員。
- 11月3日——
  - 林昆慶：新聞主播。
  - 吳盈潔：籃球運動員。
- 11月5日——徐暐翔：歌手。
- 11月6日——郭昭男：籃球運動員。
- 11月8日——張語噥：歌手。
- 11月9日——
  - 沈建宏：台灣演員、歌手。
  - 賴薏婷：歌手、舞者、啦啦隊員，是Uni Girls副隊長。
  - 王厚傑：射箭運動員。
- 11月11日——孫譓檸：跆拳道選手。
- 11月17日——
  - 林千又：模特兒。
  - 王泰傑：籃球運動員。
- 11月18日——愛里：YouTube網紅。
- 11月23日——吳依潔：講師、社會運動人士，現任台灣基進台南黨部執行長。
- 11月24日——林孟宗：歌手、演員。
- 11月25日——小葵：主持人。
- 12月5日——陳子鴻：棒球選手。
- 12月7日——簡拉娜：模特兒、護理師、通告藝人。
- 12月12日——黃琪：詐欺犯。
- 12月15日——蕭敬嚴：政治評論家，曾任國民黨青年部主任，現任國民黨發言人。
- 12月16日——林逸翔：旅美棒球選手。
- 12月17日——張軒睿：演員、主持人。
- 12月22日——胡瓏貿：籃球運動員。
- 12月26日——程琪雅：羽球選手。
- 12月27日——
  - 于森旭：棒球選手。
  - 柯旻豪：籃球運動員。
- 12月30日——黃庭軒：演員。

## 逝世
- 2月19日——呂安德，建築師、政治人物。曾任澎湖縣縣長，為澎湖縣首位民選的澎湖縣籍縣長。（1915年出生）
- 4月28日，台灣麥當勞餐廳股份有限公司總部人員接到恐嚇信，歹徒威脅「在今晚7點前若無準備現款600萬，即刻執行極端報復」。麥當勞在民生東路男生廁所天花板上發現炸彈。7點5分，防爆小組隊員楊季章預備取下炸彈時，水銀抗動裝置被啟動，炸彈瞬間爆炸。楊季章雙手被炸斷，內臟被震裂，緊急送醫急救，但於8點宣告不治。
- 5月15日——林靖娟，幼稚園老師，因健康幼稚園火燒車事件，搶救車上的學童而身亡。
- 7月18日——黃典權，歷史學者，曾任成功大學歷史系教授，專長為明鄭時期歷史。出生於中國福建省龍溪縣（今屬漳州市）。（1927年出生）
- 10月24日——陳達儒，作詞家。代表作有〈白牡丹〉、〈青春嶺〉、〈安平追想曲〉、〈南都夜曲〉等。（1917年出生）